# 응용인류학
응용인류학(applied anthropology)은 인류학 이론, 방법, 실천을 실제적인 문제의 분석과 해결에 적용하는 학문이다. 이 용어는 다니엘 G. 브린턴의 논문 "인류학의 목표"(The Aims of Anthropology)에서 처음 제시되었다. 존 반 윌렌겐은 응용인류학을 "사용되는 인류학"으로 정의했다. 응용 인류학에는 공중 보건, 교육, 정부 및 비즈니스와 같은 분야의 실제 문제를 해결하기 위한 1차 또는 3차 목적으로 연구를 수행하는 것이 포함된다.
"응용 인류학: 응용 분야"(Applied Anthropology: Domains of Application) 문헌에서 케디아와 반 윌렌겐은 프로세스를 "데이터 제공, 직접적인 행동의 시작 및 데이터 제공을 통해 특정 문화 시스템의 변화 또는 안정성을 생성하는 관련 연구 기반의 도구적 방법의 복합체 및 정책 수립"로 정의한다. 즉, 응용인류학은 인류학 연구의 실천 기반 측면이다. 여기에는 참여 공동체 내의 연구자 참여와 활동이 포함된다.

## 같이 보기
- 경제인류학